# Мазер
 Тази статия е за вида устройство.  За градчето в Северна Италия вижте Мазер (Италия).  
Мазерът е устройство, което създава кохерентни електромагнитни вълни посредством усилване предизвикано от стимулирано излъчване. Исторически наименованието произхожда от английския акроним „microwave amplification by stimulated emission of radiation“, въпреки че модерните мазери излъчват в широк електромагнитен спектър, а не само в микровълновия. Това е довело на много места „microwave“ да се замени с „molecular“ в акронима, както е предложено от Таунс. Когато са разработени първите оптични кохерентни осцилатори, те първоначално се наричат „оптични мазери“, но по-късно стават по-известни като лазери.

## История
За първи път теоретично принципът на действие на мазера се описва от Николай Басов и Александър Прохоров от Лебедевия институт по физика на Всесъюзната конференция по радиоспектроскопия, организирана от Съветската Академия на Науките през май 1952, като рефлектират върху принципи, които преди това са дискутирани от Джоузеф Уебър през юни 1952 на конференция на Института на радиоинженерите. (Въпреки че той е дискутирал тези принципи един месец след като те вече са ги развили.) Впоследствие Басов и Прохоров публикуват резултатите си през октомври 1954. Независимо от тях Таунс, Дж. П. Гордън и Х. Дж. Зайгер построяват първия мазер в Колумбийския университет през 1953. Устройството използва стимулирана емисия в пари на енергизирани амонячни молекули за да постигне усилване на радиовълни с честота 24 GHz. По-късно Таунс работи с Артър Шолоу да опише принципа на „оптичния мазер“ или „лазера“, който Теодор Майман демонстрира за пръв път през 1960. За техните изследвания в тази област Басов, Прохоров и Таунс получават Нобелова награда за физика през 1964.

## Технология
Мазерът е базиран на принципа на стимулираната емисия предложен от Айнщайн през 1917, а именно, че когато атомите са във възбудено енергетично състояние, те могат да усилват радиацията със съответстващата на енергийното възбуждение честота. Чрез поставянето на подобна усилваща среда в резонансна кутия се получава положителна обратна връзка, която създава импулс кохерентно лъчение.

### Някои типове мазери
- Мазери с атомен лъч
  - Амонячен мазер
  - Водороден мазер
- Газови мазери
  - Рубидиев мазер
- Твърдотелни мазери
  - Рубинов мазер

## Употреба
Мазерите често се използват за високо прецизни честотни еталони. Тези „атомно честотни стандарти“ са една от формите на атомния часовник. Също се употребяват като електронни усилватели при радиотелескопите.

### Водороден мазер
Днес това е най-важният тип мазер. Той се използва като еталон за атомен часовник. Заедно с други типове атомни часовници, той е един от елементите на Международното Атомно Време.
За първи път Норман Рамзи и негови колеги осъзнават възможността да се създаде такова устройство. Съвременните мазери са идентични с оригиналния дизайн. Мазерната осцилация разчита на стимулирана емисия между две свръхфини нива на атомния водород.

## Астрофизични мазери
Мазеро-подобни стимулирани емисии се наблюдават и в природата в междузвездното пространство. В районите на звездообразуване водните молекули могат да достигнат инверсна населеност и да започнат да излъчват с честота от 22 GHz, създавайки най-ярката спектрална линия в радио вселената. Някои водни мазери излъчват радиация и на честота 96 GHz в резултат на квантови ротационни осцилации.